# The Face (revista)
The Face és una revista mensual britànica de música, moda i cultura publicada originalment entre 1980 i 2004, i rellançada el 2019.
La publicació va iniciar-se a Londres el maig de 1980, de la mà del periodista Nick Logan, que anteriorment havia estat editor de New Musical Express i Smash Hits. D'esperit independent, ben aviat va ser considerada una revista creadora de tendències, amb portades on apareixien figures musicals com Jerry Dammers o David Bowie. Va gaudir d'una notable influència en la dècada de 1980 i 1990, destacant pel seu tractament gràfic "original i sorprenent", amb icòniques portades de Kate Moss, Macaulay Culkin, Björk o Alexander McQueen. La revista va tancar l'any 2004, quan tenia una circulació de 25.000 exemplars.

## Rellançament
L'any 2017 el Bauer Media Group va vendre els drets de la capçalera The Face a l'editorial britànica Wasted Talent Media, editora de Kerrang! i Mixmag, que va anunciar plans per rellançar la revista. El març de 2019, Jerry Perkins, de Wasted Talent, que va ser editor de Bauer i el seu predecessor Emap, va anunciar que The Face es rellançaria en línia a theface.com l'abril de 2019, i es tornaria a publicar una versió impresa trimestral l'estiu d'aquell any. El primer número imprès de la nova època de la revista es va publicar el 13 de setembre de 2019, amb una selecció de quatre portades amb celebritats contemporànies: Harry Styles, Dua Lipa, Rosalía i Tyler the Creator.